# Івановська (Афанасьєвський район)
Іва́новська (рос. Ивановская) — присілок у складі Афанасьєвського району Кіровської області, Росія. Входить до складу Ічетовкінського сільського поселення.
Населення становить 66 осіб (2010, 61 у 2002).
Національний склад станом на 2002 рік — росіяни 100 %.